# Campionati danesi di ciclismo su strada
I Campionati danesi di ciclismo su strada sono la manifestazione ciclistica annuale che assegna il titolo di Campione di Danimarca. I vincitori hanno il diritto di indossare per un anno la maglia di campione danese, come accade per il campione mondiale.
La manifestazione è aperta solo dal 1986 ai ciclisti professionisti.

## Campioni in carica
| Uomini Elite | Uomini Elite         |
| ------------ | -------------------- |
| In linea     | Søren Kragh Andersen |
| Cronometro   | Mads Pedersen        |
| Donne Elite  |                      |
| In linea     | Alberte Greve        |
| Cronometro   | Rebecca Koerner      |

## Albo d'oro

### Titoli maschili
Aggiornato all'edizione 2025.
| Anno | Vincitore               | Secondo                   | Terzo                     |
| ---- | ----------------------- | ------------------------- | ------------------------- |
| 1986 | Rolf Sørensen           | John Carlsen              |                           |
| 1987 | Kim Andersen            | Jørgen Marcussen          | Jesper Skibby             |
| 1988 | Søren Lilholt           | Bjarne Riis               | Kim Eriksen               |
| 1989 | Johnny Weltz            | Jesper Skibby             | Per Pedersen              |
| 1990 | Brian Holm              | Søren Lilholt             | Alex Pedersen             |
| 1991 | Kim Marcussen           | Lars Michaelsen           | Per Sindahl               |
| 1992 | Bjarne Riis             | Claus-Michael Møller      | Lars Michaelsen           |
| 1993 | Kim Marcussen           | Alex Pedersen             | Klaus Kynde               |
| 1994 | Michael Blaudzun        | Marc Strange Jacobsen     | Nicolai Bo Larsen         |
| 1995 | Bjarne Riis             | Brian Holm                | Peter Meinert             |
| 1996 | Bjarne Riis             | Bo Hamburger              | Jesper Skibby             |
| 1997 | Nicolai Bo Larsen       | Lars Michaelsen           | Rolf Sørensen             |
| 1998 | Frank Høj               | Bo Hamburger              | Michael Sandstød          |
| 1999 | Nicolai Bo Larsen       | Mikael Kyneb              | Jacob Moe Rasmussen       |
| 2000 | Bo Hamburger            | Nicolai Bo Larsen         | Rolf Sørensen             |
| 2001 | Jakob Piil              | Nicolai Bo Larsen         | Michael Blaudzun          |
| 2002 | Michael Sandstød        | Michael Blaudzun          | Bo Hamburger              |
| 2003 | Nicki Sørensen          | Allan Johansen            | Bo Hamburger              |
| 2004 | Michael Blaudzun        | Stig Dam                  | Matti Breschel            |
| 2005 | Lars Ytting Bak         | Lars Michaelsen           | Matti Breschel            |
| 2006 | Allan Johansen          | Jacob Moe Rasmussen       | Troels Vinther            |
| 2007 | Alex Rasmussen          | Jacob Moe Rasmussen       | Jonas Aaen Jørgensen      |
| 2008 | Nicki Sørensen          | Matti Breschel            | Jens-Erik Madsen          |
| 2009 | Matti Breschel          | Chris Anker Sørensen      | Frank Høj                 |
| 2010 | Nicki Sørensen          | Lars Bak                  | Anders Lund               |
| 2011 | Nicki Sørensen          | Martin Mortensen          | Michael Reihs             |
| 2012 | Sebastian Lander        | Nicki Sørensen            | André Steensen            |
| 2013 | Michael Mørkøv          | Morten Øllegaard          | Casper Von Folsach        |
| 2014 | Michael Valgren         | Michael Carbel Svendgaard | Michael Mørkøv            |
| 2015 | Chris Anker Sørensen    | Martin Mortensen          | Alexander Kamp            |
| 2016 | Alexander Kamp          | Michael Valgren           | Lasse Norman Hansen       |
| 2017 | Mads Pedersen           | Nicolai Brøchner          | Alexander Kamp            |
| 2018 | Michael Mørkøv          | Niklas Larsen             | Michael Carbel Svendgaard |
| 2019 | Michael Mørkøv          | Kasper Asgreen            | Niklas Larsen             |
| 2020 | Kasper Asgreen          | Andreas Kron              | Michael Mørkøv            |
| 2021 | Mads Würtz Schmidt      | Frederik Wandahl          | Mathias Norsgaard         |
| 2022 | Alexander Kamp          | Mads Pedersen             | Mikkel Frølich Honoré     |
| 2023 | Mattias Skjelmose       | Magnus Bak Klaris         | Andreas Kron              |
| 2024 | Rasmus Søjberg Pedersen | Kasper Asgreen            | Frederik Wandahl          |
| 2025 | Søren Kragh Andersen    | Mads Pedersen             | Casper Pedersen           |

| Anno | Vincitore               | Secondo                 | Terzo                     |
| ---- | ----------------------- | ----------------------- | ------------------------- |
| 1987 | Peter Meinert           | Claus Michael Møller    | Tom Dalkvist              |
| 1988 | Peter Meinert           | Michael Guldhammer      | Tommy Nielsen             |
| 1989 | Peter Meinert           | Peter Clausen           | Tom Dalkvist              |
| 1990 | Dan Frost               | Michael Guldhammer      | Lennie Kristensen         |
| 1991 | Claus Michael Møller    | Jan Bo Petersen         | Michael Guldhammer        |
| 1992 | Jörgen Bliigard         | Jörgen Bo Petersen      | Jan Bo Petersen           |
| 1993 | Claus Michael Møller    | Jens Knudsen            | Alex Pedersen             |
| 1994 | Jan Bo Petersen         | Henrik Jacobsen         | Tom Dalkvist              |
| 1995 | Jan Bo Petersen         | Michael-Steen Nielsen   | Jimmi Madsen              |
| 1996 | Bjarne Riis             | Jan-Bo Petersen         | Michael Blaudzun          |
| 1997 | Michael Sandstød        | Bjarne Riis             | Peter Meinert Nielsen     |
| 1998 | Michael Sandstød        | Peter Meinert Nielsen   | Michael-Steen Nielsen     |
| 1999 | Michael Sandstød        | Jesper Skibby           | Michael-Steen Nielsen     |
| 2000 | Michael Sandstød        | Michael Blaudzun        | Bekim Christensen         |
| 2001 | Michael Blaudzun        | Jørgen Bo Petersen      | Bjarke Nielsen            |
| 2002 | Michael Sandstød        | Lennie Kristensen       | Michael Blaudzun          |
| 2003 | Michael Blaudzun        | Jørgen Bo Petersen      | Brian Vandborg            |
| 2004 | Michael Sandstød        | Frank Høj               | Brian Vandborg            |
| 2005 | Michael Blaudzun        | Brian Vandborg          | Lars Bak                  |
| 2006 | Brian Vandborg          | Jacob Moe Rasmussen     | Allan Johansen            |
| 2007 | Lars Ytting Bak         | Brian Vandborg          | Jacob Kollerup            |
| 2008 | Lars Ytting Bak         | Frank Høj               | Michael Blaudzun          |
| 2009 | Lars Ytting Bak         | Alex Rasmussen          | Jakob Fuglsang            |
| 2010 | Jakob Fuglsang          | Alex Rasmussen          | Michael Mørkøv            |
| 2011 | Rasmus Christian Quaade | Jakob Fuglsang          | Mads Christensen          |
| 2012 | Jakob Fuglsang          | André Steensen          | Michael Mørkøv            |
| 2013 | Brian Vandborg          | Rasmus Christian Quaade | Rasmus Brandstrup Sterobo |
| 2014 | Rasmus Christian Quaade | Christopher Juul Jensen | Michael Valgren Andersen  |
| 2015 | Christopher Juul Jensen | Rasmus Christian Quaade | Mads Würtz Schmidt        |
| 2016 | Martin Toft Madsen      | Michael Valgren         | Kasper Asgreen            |
| 2017 | Martin Toft Madsen      | Kasper Asgreen          | Mikkel Bjerg              |
| 2018 | Martin Toft Madsen      | Mikkel Bjerg            | Rasmus Christian Quaade   |
| 2019 | Kasper Asgreen          | Martin Toft Madsen      | Johan Price-Pejtersen     |
| 2020 | Kasper Asgreen          | Martin Toft Madsen      | Frederik Muff             |
| 2021 | Kasper Asgreen          | Mikkel Bjerg            | Martin Toft Madsen        |
| 2022 | Mathias Norsgaard       | Magnus Cort Nielsen     | Mattias Skjelmose         |
| 2023 | Kasper Asgreen          | Mattias Skjelmose       | Mikkel Bjerg              |
| 2024 | Mattias Skjelmose       | Kasper Asgreen          | Mikkel Bjerg              |
| 2025 | Mads Pedersen           | Niklas Larsen           | Kasper Asgreen            |

### Titoli femminili
Aggiornato all'edizione 2025.
| Anno | Vincitrice                | Seconda                     | Terza                   |
| ---- | ------------------------- | --------------------------- | ----------------------- |
| 1990 | Karina Skibby             | Bettina Falsing             | Rikke Sandhøj Olsen     |
| 1991 | Karina Skibby             | Lona Munck                  | Sanne Lassen            |
| 1992 | Sanne Schmidt             | Helle Soerensen             | Lona Munck              |
| 1993 | Sanne Schmidt             | Hanne Malmberg              | Helene Soegaard         |
| 1994 | Rikke Sandhøj Olsen       | Sanne Schmidt               | Helle Jensen            |
| 1995 | Rikke Sandhøj Olsen       | Helle Soerensen             | Lotte Schmidt           |
| 1996 | Helle Soerensen           | Lotte Schmidt               | Sanne Schmidt           |
| 1997 | Rikke Sandhøj Olsen       | Lisbeth Simper              | Helle Soerensen         |
| 1998 | Rikke Sandhøj Olsen       | Lisbeth Simper              | Lotte Schmidt           |
| 1999 | Ann Svendsgaard Mathiesen | Rikke Sandhøj Olsen         | Lisbeth Simper          |
| 2000 | Mette Fischer             | Linne Lykke Meyer           | Sanne Schmidt           |
| 2001 | Lisbeth Simper            | Pernille Langelund          | Lotte Bak               |
| 2002 | Lisbeth Simper            | Vibe Jane Kolding           | Mette Fischer           |
| 2003 | Lisbeth Simper            | Dorte Lohse Rasmussen       | Trine Hansen            |
| 2004 | Pernille Langelund        | Dorte Lohse Rasmussen       | Mette Fischer           |
| 2005 | Dorte Lohse Rasmussen     | Linda Villumsen             | Janne Bruhn Henriksen   |
| 2006 | Linda Villumsen           | Mie Bekker Lacota           | Dorte Lohse Rasmussen   |
| 2007 | Karina Hegelund Nielsen   | Dorte Lohse Rasmussen       | Trine Schmidt           |
| 2008 | Linda Villumsen           | Maja Watt Adamsen           | Iben Bohe               |
| 2009 | Linda Villumsen           | Trine Schmidt               | Maria Grandt Petersen   |
| 2010 | Annika Langvad            | Christina Siggaard          | Trine Lorentzen         |
| 2011 | Julie Leth                | Iben Bohe                   | Trine Schmidt           |
| 2012 | Cathrine Grage            | Iben Bohe                   | Julie Leth              |
| 2013 | Kamilla Sofie Valin       | Rikke Lonne                 | Trine Lorentzen         |
| 2014 | Amalie Dideriksen         | Christina Siggaard          | Julie Leth              |
| 2015 | Amalie Dideriksen         | Betina Cramer               | Christina Siggaard      |
| 2016 | Emma Norsgaard            | Amalie Dideriksen           | Betina Cramer           |
| 2017 | Camilla Møllebro          | Trine Andersen              | Louise Holm Houbak      |
| 2018 | Amalie Dideriksen         | Emma Norsgaard              | Christina Siggaard      |
| 2019 | Amalie Dideriksen         | Pernille Mathiesen          | Christina Siggaard      |
| 2020 | Emma Norsgaard            | Julie Leth                  | Cecilie Uttrup Ludwig   |
| 2021 | Amalie Dideriksen         | Emma Norsgaard              | Cecilie Uttrup Ludwig   |
| 2022 | Cecilie Uttrup Ludwig     | Emma Norsgaard              | Amalie Dideriksen       |
| 2023 | Rebecca Koerner           | Marie-Louise Hartz Krogager | Amalie Kvist Nybroe     |
| 2024 | Rebecca Koerner           | Amalie Dideriksen           | Emma Norsgaard          |
| 2025 | Alberte Greve             | Amalie Dideriksen           | Solbjørk Minke Anderson |

| Anno | Vincitrice            | Seconda               | Terza                     |
| ---- | --------------------- | --------------------- | ------------------------- |
| 1990 | Hanne Malmberg        | Karina Skibby         | Bettina Falsing           |
| 1991 | Hanne Malmberg        | Karina Skibby         | Ulla Sørensen             |
| 1992 | Hanne Malmberg        | Lone Larsen           | Lona Munck                |
| 1993 | Hanne Malmberg        | Lone Larsen           | Melina Rasmussen          |
| 1994 | Lone Larsen           | Melina Rasmussen      | Helle Jensen              |
| 1995 | Susanne Nedergaard    | Melina Rasmussen      | Lotte Bak                 |
| 1996 | Lotte Schmidt         | Melina Rasmussen      | Lotte Bak                 |
| 1997 | Helle Sørensen        | Helle Jensen          | Melina Rasmussen          |
| 1998 | Melina Rasmussen      | Lisbeth Simper        | Sanne Schmidt             |
| 1999 | Lisbeth Simper        | Helle Sørensen        | Ann Svendsgaard Mathiesen |
| 2000 | Lisbeth Simper        | Sanne Schmidt         | Pernille Langelund        |
| 2001 | Lisbeth Simper        | Sanne Schmidt         | Lotte Bak                 |
| 2002 | Lisbeth Simper        | Vibe Kolding          | Pernille Langelund        |
| 2003 | Lisbeth Simper        | Vibe Kolding          | Christina Peick-Andersen  |
| 2004 | Mette Andersen        | Trine Hansen          | Christina Peick-Andersen  |
| 2005 | Dorte Lohse Rasmussen | Trine Hansen          | Linda Villumsen           |
| 2006 | Linda Villumsen       | Trine Hansen          | Dorte Lohse Rasmussen     |
| 2007 | Trine Schmidt         | Dorte Lohse Rasmussen | Annette Dam Fialla        |
| 2008 | Linda Villumsen       | Trine Schmidt         | Maja Watt Adamsen         |
| 2009 | Linda Villumsen       | Trine Schmidt         | Margriet Kloppenburg      |
| 2010 | Annika Langvad        | Trine Schmidt         | Maria Grandt Petersen     |
| 2011 | Annika Langvad        | Michelle Lauge        | Trine Schmidt             |
| 2012 | Cathrine Grage        | Michelle Lauge Jensen | Julie Leth                |
| 2013 | Annika Langvad        | Kamilla Sofie Vallin  | Julie Leth                |
| 2014 | Julie Leth            | Kamilla Sofie Valin   | Camilla Møllebro          |
| 2015 | Rikke Lønne           | Camilla Møllebro      | Amalie Dideriksen         |
| 2016 | Cecilie Uttrup Ludwig | Trine Schmidt         | Kamilla Valin             |
| 2017 | Cecilie Uttrup Ludwig | Pernille Mathiesen    | Louise Norman Hansen      |
| 2018 | Cecilie Uttrup Ludwig | Pernille Mathiesen    | Annika Langvad            |
| 2019 | Louise Norman Hansen  | Pernille Mathiesen    | Louise Holm Houbak        |
| 2020 | Amalie Dideriksen     | Trine Schmidt         | Birgitte Krogsgaard       |
| 2021 | Emma Norsgaard        | Louise Holm Houbak    | Cecilie Uttrup Ludwig     |
| 2022 | Emma Norsgaard        | Julie Leth            | Trine Andersen            |
| 2023 | Emma Norsgaard        | Cecilie Uttrup Ludwig | Julie Nielsen Maribo      |
| 2024 | Emma Norsgaard        | Rebecca Koerner       | Alberte Greve             |
| 2025 | Rebecca Koerner       | Gertrud Riis Madsen   | Emma Norsgaard            |